# أدوكسة مسكية
أدوكسة مسكية أو عشبة المسك أو عنب مِسْكيّ (الاسم العلمي Adoxa moschatellina)، نبات طبي بري عشبي وحيد الجنس والنوع من فصيلة المسكية،
ينمو طوعياً في أحراج فرنسا. أوراقه القاعدية مُشرفة، العُليا ورقتان مُتقابلتان ثُلاثية التفصيص. أزهاره في سُنبلة من 5 زهرات
خماسية البتلات المخضرة اللون. الثمرة عُنَيبَة. يزرع أحياناً للزينة في المراكن الصخرية. أوراقه وأزهاره وجذوره فواحة الرائحة
العطرية المسكية. يزهر من آذار إلى أيار.